# Eclissi solare del 12 maggio 1706
L'eclissi solare di mercoledì 12 maggio 1706 fu un'eclissi totale  visibile dall'Africa nordoccidentale attraverso tutta l'Europa fino in Asia, compresa la maggior parte del Medio Oriente e quasi tutta la Siberia, e una piccola parte dell'America nordorientale. 
L'evento, facente parte del ciclo di Saros 133, avvenne durante la guerra di successione spagnola e attraversò tra l'altro proprio la Spagna, la Francia e il Norditalia: per questo fu vista all'epoca come una metafora e un segno premonitore del declino di re Luigi XIV di Francia (noto come il Re Sole) "oscurato" dalla Grande Alleanza.

## Descrizione
L'eclissi era visibile nell'Africa settentrionale e occidentale insieme a tutta l'Europa e alle sue isole, in Asia compresa la maggior parte del Medio Oriente e quasi tutta la Siberia e una piccola parte del Nord America nord-orientale e le isole settentrionali. Era anche visibile nell'Atlantico. Una piccola parte si è verificata nell'emisfero australe quasi interamente sull'oceano. Faceva parte del sole solare 133 .
L'oscurità totale coprì una fascia larga circa 242 km che partì a 250 km a nord-ovest dell'isola capoverdiana di Santo Antão (allora colonia portoghese) nell'Atlantico, passando poi sulle isole Canarie controllate dalla Spagna, in Marocco (tra cui Casablanca, Rabat, Tangeri e Tetouan), Gibilterra, Spagna (tra cui Malaga, Valencia e Barcellona), Francia tra cui (Grenoble, Lione, Nîmes e Marsiglia), Svizzera, Monaco di Baviera, Danzica, Mazuria, gran parte del Baltico, San Pietroburgo e la parte settentrionale dell'Impero russo tra Samoyedic e Yakut, fino alla Manciuria. Il culmine dell'eclissi si verificò tra la Sassonia e la Bassa Slesia (ora in Polonia) a 51,5 N, 15,2 E alle 9:35 UTC (10:35 CET), durando per oltre 4 minuti.

## Osservazioni
L'eclissi è stata la prima dell'era moderna ad essere oggetto di mappe di previsione. A differenza della famosa eclissi di Halley del 1715, l'eclissi non fu totale in Inghilterra, tuttavia John Flamsteed, basandosi su una lettera di Captayn Stanyan a Berna, riferì alla Royal Society che, per la prima volta a sua conoscenza, qualcuno "aveva notato una striscia rossa che precedeva l'emersione del corpo del sole da un'eclissi totale", erroneamente attribuendolo all'atmosfera della Luna. Anche Johann Jakob Scheuchzer registrò questa "striscia rossa" dell'eclissi, collegandola all'atmosfera della Luna.

## Nella cultura di massa

### In Marocco
In Marocco era consuetudine dare un nome agli anni in base a qualche evento particolare che lo aveva caratterizzato (carestie, guerre, epidemie, raccolti abbondanti, ecc.). In quell'occasione, l'anno (islamico) 1118 prese il nome da questo evento astronomico: عام الظليمة (ˁām aẓ-ẓulayma), "anno del breve oscuramento".

### In Italia
L'avvenimento astronomico è ricordato da alcuni versi del poemetto in lingua piemontese L'Arpa Discordata, scritto negli anni successivi all'assedio di Torino:
(Da L'Arpa Discordata, vv.513-524)